# STS-69
STS-69 byla mise raketoplánu Endeavour. Celkem se jednalo o 71. misi raketoplánu do vesmíru a 9. pro Endeavour. Cílem mise byly experimenty. Uskutečnil se jeden výstup do vesmíru (EVA).

## Posádka
- David M. Walker (4) velitel
- Kenneth Cockrell (2) pilot
- James S. Voss (3) velitel užitečného zatížení
- James H. Newman (2) letový specialista 2
- Michael L. Gernhardt (1) letový specialista 3

V závorkách je uvedený dosavadní počet letů do vesmíru včetně této mise.

### Výstupy do vesmíru (EVA)
- Voss a Gernhardt  - EVA 1
- EVA 1 začátek: 16. září, 1995 - 08:20 UTC
- EVA 1 konec: 16. září, 1995 - 15:06 UTC
- trvání: 6 hodin, 46 minut